# Angelo Cijntje
Ryangelo „Angelo“ Cijntje (* 9. November 1980 in Willemstad, Curaçao, Niederländische Antillen) ist ein ehemaliger niederländischer Fußballspieler, der Nationalspieler des niederländischen Landes Curaçao war.

## Karriere

### Vereine
Aus der Jugend des SC Heerenveen hervorgegangen, unterschrieb Cijntje im Alter von 20 Jahren einen Profivertrag mit dem
niederländischen Erstligisten SC Heerenveen, wurde im Ligaspielbetrieb jedoch nie eingesetzt, sodass er 2001 zum finnischen Erstligaaufsteiger Kuopion PS wechselte, 32 Spiele bestritt, ein Tor erzielte und mit dem Verein mit Platz acht die Spielklasse hielt.
Zu Jahresbeginn 2002 kehrte Cijntje in die Niederlande zurück, wurde für die laufende Saison aber erneut nicht im Spielbetrieb eingesetzt, sodass er sich zu Saisonbeginn 2002/03 dem Zweitligisten BV Veendam (Umbenennung in SC Veendam am 1. Juli 2011) anschloss. Für diesen bestritt er bis zur Einstellung des Spielbetriebs am 2. April 2013 179 Ligaspiele und erzielte vier Tore. Anschließend wechselte er für eine Saison zur zweiten Mannschaft des FC Groningen, wobei er auch ein Punktspiele für die erste Mannschaft in der Eredivisie bestritt. Nach weiteren Stationen beendete er 2019 seine Karriere.

### Nationalmannschaft
Seit 2004 bestritt Cijntje Spiele für die Nationalmannschaft der Niederländischen Antillen bzw. für die Nachfolgerin, der Nationalmannschaft von Curaçao. Sein Debüt gab er am 18. Februar 2004 in Saint John’s bei der 0:2-Niederlage gegen die Auswahl Antigua und Barbuda im Hinspiel der Qualifikation zur Weltmeisterschaft 2006.
Sein letztes Länderspiel, am 16. November 2011 beim 6:1-Sieg im Qualifikationsspiel zur Weltmeisterschaft 2010 in Südafrika gegen die Auswahl der Amerikanischen Jungferninseln, krönte er mit seinem ersten Länderspieltor, dem Treffer zum Endstand in der 90. Minute.